# Destrangis
Destrangis es el segundo disco del dúo español Estopa que se lanzó en 2001, y vendió más de 2 000 000 copias.[cita requerida] En 2002, se publicó la reedición Más destrangis, que contiene un total 16 canciones, de las cuales, tres son inéditas en la primera versión de Destrangis.

## Lista de canciones
| Destrangis |                           |          |  |
| N.º        | Título                    | Duración |  |
| 1.         | «Vino tinto»              | 3:19     |  |
| 2.         | «Luna lunera»             | 3:49     |  |
| 3.         | «Destrangis in the night» | 3:28     |  |
| 4.         | «Demonios»                | 3:45     |  |
| 5.         | «Jardín del olvido»       | 3:43     |  |
| 6.         | «El Blade»                | 3:13     |  |
| 7.         | «Te vi te vi»             | 4:08     |  |
| 8.         | «Nasio pa' la alegría»    | 3:27     |  |
| 9.         | «Vuelvo a las andadas»    | 3:56     |  |
| 10.        | «Ke pasa!?»               | 3:20     |  |
| 11.        | «Partiendo la pana»       | 4:00     |  |
| 12.        | «Mi primera cana»         | 1:36     |  |
| 13.        | «Ojitos rojos» (Directo)  | 4:24     |  |

| Más destrangis |                          |          |  |
| N.º            | Título                   | Duración |  |
| 14.            | «El yonki» (Directo)     | 3:09     |  |
| 15.            | «Madre» (Directo)        | 4:50     |  |
| 16.            | «Quieto parao» (Inédito) | 2:59     |  |

## Posicionamiento en listas
| Lista (2001)        | Mejor posición |
| ------------------- | -------------- |
| España (PROMUSICAE) | 1              |

## Certificaciones
| País   | Organismo certificador | Certificación | Ventas certificadas | Ref   |
| ------ | ---------------------- | ------------- | ------------------- | ----- |
| España | PROMUSICAE             | 5x Platino    | 500 000             | [ 2 ] |